# بوبنهایم
بوبنهایم (به آلمانی: Bubenheim) یک شهر در آلمان است که در دنرسبرگکرایس واقع شده‌است. بوبنهایم ۴۴۶ نفر جمعیت دارد.